# فرانسیس مالمان
فرانسیس مالمان (اسپانیایی: Francis Mallmann‎؛ زادهٔ ۱۴ ژانویهٔ ۱۹۵۶) سرآشپز سلبریتی، مؤلف و رستوران‌دار اهل آرژانتین است که در زمینهٔ آشپزی آرژانتینی و به‌ویژه آشپزی پاتاگونیا تخصص دارد و تمرکزش بر روش‌های پاتاگونیایی گوناگون برای کباب کردن غذا است. او در برنامه‌های تلویزیونی بین‌المللی متعدد و همچنین در سریال مستند شفز تیبل نتفلیکس حضور داشته‌است.